# Rio Jauquara
Rio Jauquara är ett vattendrag i Brasilien.   Det ligger i delstaten Mato Grosso, i den centrala delen av landet, 1 000 km väster om huvudstaden Brasília.
Omgivningarna runt Rio Jauquara är huvudsakligen savann. Runt Rio Jauquara är det mycket glesbefolkat, med 6 invånare per kvadratkilometer.